# Дзержинск
Дзержинск (рус. Дзержинск) град је у Русији у Нижегородској области. Налази се на обалама реке Оке, 400 km источно од Москве, и неколико километара западно од Нижњег Новгорода. Према попису становништва из 2010. у граду је живело 240.762 становника. Прву пут се помиње 1606. године, али под именом Расјапино. Садашње име је добио 1929. по Феликсу Дзержинском, бољшевику и оснивачу ЧЕКА-е, бољшевичке тајне полиције.

## Становништво
Према прелиминарним подацима са пописа, у граду је 2010. живело 240.762 становника, 20.572 (7,87%) мање него 2002.
| 1939.   | 1959.   | 1970.   | 1979.   | 1989.   | 2002.   | 2010.   |
| ------- | ------- | ------- | ------- | ------- | ------- | ------- |
| 103.407 | 164.337 | 221.291 | 257.119 | 285.071 | 261.334 | 240.742 |

## Привреда
Данашњи Дзержинск је велико средиште руске хемијске индустрије. У прошлости, град је био познат по индустријском хемијском гиганту као средиште производње хемијског оружја. Због своје стратешке важности, град је све донедавно био затворен страним посетиоцима. Производња хемијског оружја је започела 1941. године. Посебно је била усресређена на производњу луизита, хемикалије која своје отровне учинке дугује свом састојку арсеновом триоксиду, и ипериту. Фабрика која их је производила се звала Капролацтам фабрика органског стакла, а поред оружја базираних на арсену, такође је производила цијановодоник („пруску киселину“) и фозген. Производња хемијских оружја је у Дзержинску престала 1945. године. Неки материјали су премештени у складишта, док су велике количине отпадног материјала, који је често поседовао високе концентрације арсена - биле закопане на одлагалиштима у фабричком кругу. Потпуно уклањање погона за производњу иперита почело је 1994. године. Године 1998. јединица за производњу луизита још није потпуно демонтирана.
Капролацтам је претворен у произвођача хемикалија, соне киселине, етилен оксида, полимера, и пластичних производа и удружена је са НОРСИ-јем (Нижњи Новгород Оргсинтес) Orgsteclo group. Западно улагање у удружени пројекат погон су предузели немачки улагачи у вредности од више од 15 милиона долара.
Град је један од најзагађенијих у Русији.

## Партнерски градови
- Битерфелд-Волфен